# Sanctuaire Saint-Maur-Abbé de Bomba
Le sanctuaire Saint-Maur-Abbé de Bomba (en italien : santuario di San Mauro Abate) est une église situé à Bomba dans la province de Chieti en Italie. Il est le principal lieu de culte dédié à saint Maur.
L'église d'origine remonte au XIIe siècle, tandis que le bâtiment actuel a été commencé en 1954 sur un projet d'Alessio Mancini (sa femme est de Bomba) et inauguré en 1963. Les stucs sont de Reni et les œuvres des frères Bravo sont placées à l'intérieur. Au-dessus de l'entrée, il y a une fenêtre arrière en mosaïque créée par la société Favet représentant saint Maur avec les malades. Devant la façade il y a une arcade. L'intérieur a une seule nef. Il y a deux statues de saint Maur, une en terre cuite, une processionnelle en bois. À proximité, près de Vallecupa, il y avait un monastère célestinien.

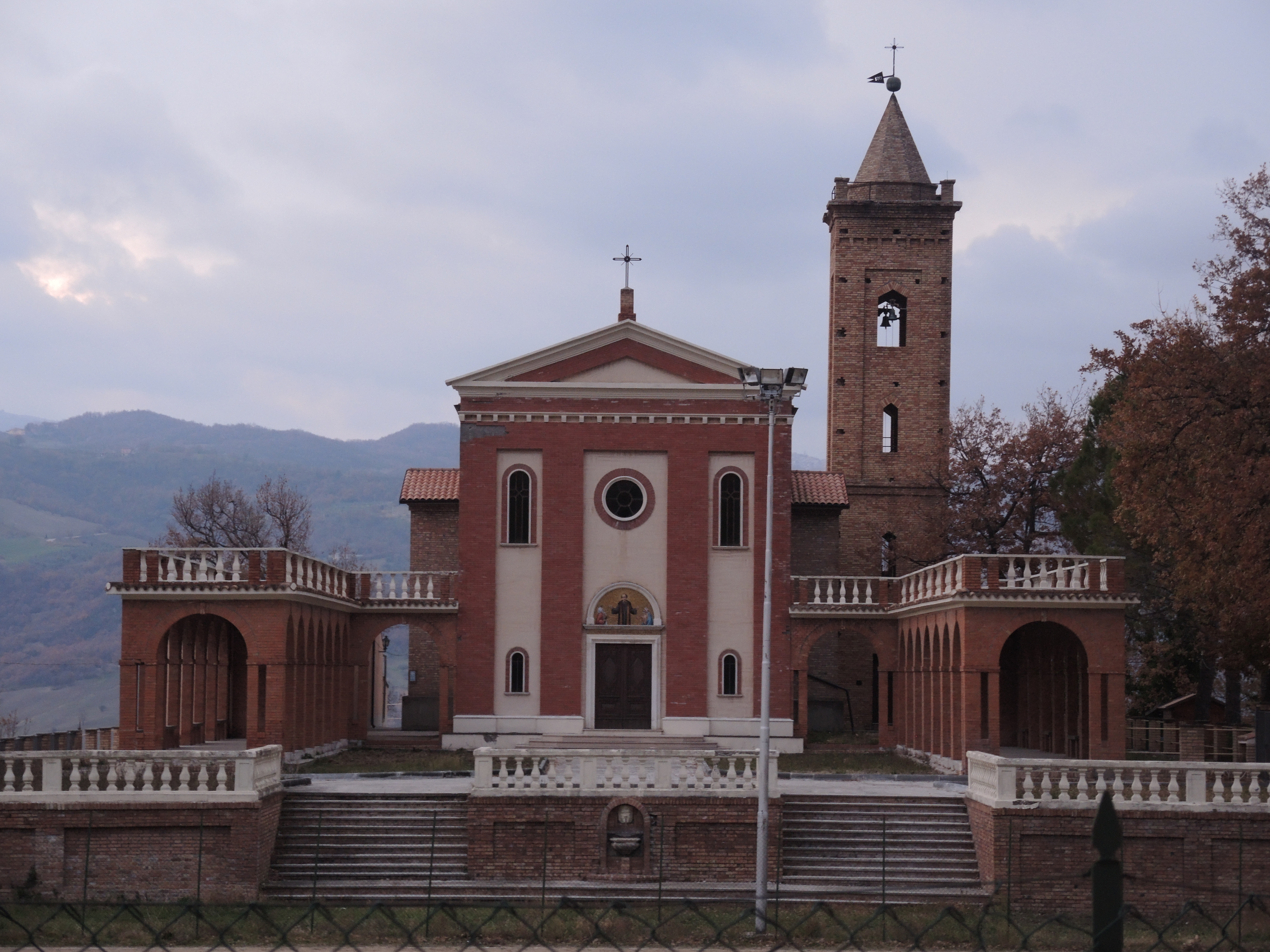
Le sanctuaire.

## Culte de saint Maur
Le culte de saint Maur est répandu dans les Abruzzes et le saint est l'un des mécènes de Bomba. Il est invoqué pour douleurs arthritiques, rhumatismes et dents. Pour ceux qui souffrent d'arthrose et de rhumatismes, une huile (après la mendicité) est offerte par les moines du sanctuaire, posée sur une pierre centenaire, à appliquer sur les parties douloureuses sur place, mais vous pouvez également apporter cette huile chez vous en ampoules.
Au lieu de cela, pour les maux de dents, les fidèles doivent attraper une corde reliée à une cloche, toujours située dans le sanctuaire, connu sous le nom de Saint Maur (San Mauro), et tirer en faisant sonner la cloche. Ce sont des traditions médiévales mêlées de superstitions et de foi, mais il n'en demeure pas moins que le bâtiment du culte attire de nombreux fidèles qui, après s'être occupés d'eux, laissent des ex-voto qui recouvrent les murs du bâtiment. En plus de demander la grâce, les couples mariés choisissent l'église pour se marier. Le culte de saint Maur dans la région est perdu dans les origines du christianisme.

## Référence
- (it) Cet article est partiellement ou en totalité issu de l’article de Wikipédia en italien intitulé « Santuario di San Mauro Abate » (voir la liste des auteurs).